# Animali transgenici
Gli animali transgenici possiedono, a partire dal loro concepimento e in tutte le cellule del loro organismo, un patrimonio genetico (genoma) modificato tramite l'inserzione di almeno un frammento di DNA di origine estranea (esogena), detto transgene.
I metodi per creare animali transgenici sono diversi. Sono tutte finalizzate all'inserimento del transgene all'interno del DNA genomico di una cellula accettrice. Questa può essere, a seconda della tecnica utilizzata, lo zigote o cellule di altri stadi precoci dello sviluppo embrionale, come i blastomeri. Il transgene viene veicolato da una molecola di DNA ricombinante, il vettore, all'interno del quale viene inserito con tecniche di ingegneria genetica. Il vettore contenente il transgene viene poi iniettato con una micropipetta all'interno del nucleo della cellula accettrice.
Per l'inserimento del transgene nel DNA genomico della cellula accettrice esistono diversi tipi di vettori che possono sfruttare meccanismi diversi di ricombinazione. Tra questi i vettori contenenti i frammenti del DNA dell'ospite corrispondenti al sito di inserzione desiderato. Questi vettori sfruttano, quindi, i meccanismi di ricombinazione omologa.